# فريدريك إنجلز
فريدريك إنجلز (بالألمانية:Friedrich Engels English: /ˈɛŋɡəlz/ /ˈɛŋəlz/; تُلفظ بالألمانية: [ˈfʁi:dʁɪç ˈɛŋəls])
ولد في 28 نوفمبر 1820 في بارمن، بروسيا (حاليًا فوبرتال، ألمانيا) وتوفي في 5 أغسطس 1895 كان فيلسوف ورجل صناعة ألماني يُلقّب بأبو النظرية الماركسية إلى جانب كارل ماركس. اشتغل بالصناعة وعلم الاجتماع وكان كاتبا ومنظرا سياسيا وفيلسوفا. يعتبر أب نظرية الماركسية بالإضافة إلى كارل ماركس نفسه. في عام 1845، نشر كتابه حالة الطبقة العاملة في إنجلترا اعتمادا على ملاحظاته وأبحاثه الشخصية. في عام 1848، أصدر مع ماركس، بيانهما المشهور والمعروف ببيان الحزب الشيوعي، والذي يسمى اختصارًا البيان الشيوعي. فيما بعد، ساعد كارل ماركس ماديا من أجل أن يكتب هذا الأخير كتابه الرأسمال. بعد وفاة ماركس، نشر إنجلس الجزئين الثاني والثالث من هذا الكتاب. إضافة إلى ذلك، نظم إنجلز مختلف تخمينات كارل ماركس، مما أعطى الجزء الرابع من كتاب الرأسمال.

## السيرة الذاتية

### بدايات حياته
ولد فريدريك إنجلز في 28 نوفمبر 1820 في بارمن، مقاطعة الراين، بروسيا (الآن فوبرتال، ألمانيا)، وهو الابن الأكبر لفريدريك إنجلز الأب (1796-1860) وإليزابيث «إليز» فرانشيسكا موريشيا فون هار (1797-1873). امتلكت عائلة إنجلز الثرية مصانع نسيج قطنية كبيرة في بارمن وسالفورد، وكان كلاهما عبارة عن إمبراطوريات صناعية آخذة في التوسع. كان والدا فريدريش من البروتستانت التقوية  المخلصين وقاموا بتربية أطفالهم وفقًا لذلك.
في سن الثالثة عشر، ارتاد إنجلز مدرسة القواعد (المدرسة الثانوية) في مدينة إلبرفيلد المجاورة، لكنه اضطر للإنسحاب من المدرسة في سن السابعة عشر بسبب ضغط والده عليه، الذي أراده أن يصبح رجل أعمال ويبدأ العمل كمتدرب تجاري في شركة العائلة. بعد عام في بارمن، أرسل والده الشاب إنجلز في عام 1838 لتلقي تدريب مهني في مؤسسة تجارية في بريمن.
توقع والداه أنه سيتبع نهج والده ويصنع لنفسه مهنة ضمن أعمال الأسرة، ولكن خيبت أنشطة ابنهم الثورية آمالهم. وقد مرت بضع سنوات قبل أن ينضم إنجلز إلى شركة الأسرة.
أثناء وجوده في بريمن، بدأ إنجلز في قراءة فلسفة هيجل، الذي سيطرت تعاليمه على الفلسفة الألمانية في ذلك الوقت. في سبتمبر 1838 نشر أول عمل له، قصيدة بعنوان «البدو»، في محادثات بريمية رقم 40. وقد انخرط أيضًا في أعمال أدبية أخرى وبدأ بكتابة مقالات في الصحف تنتقد العلل المجتمعية للتصنيع. كتب تحت اسم مستعار «فريدريك أوزوالد» لتجنب ربط عائلته بكتاباته الاستفزازية.
في عام 1841، أدى إنجلز خدمته العسكرية في الجيش البروسي كعضو في المدفعية المنزلية. كان تعيينه في برلين، وحضر محاضرات جامعية في جامعة برلين وبدأ في الانخراط مع مجموعات من الشباب الهيغليين. نشر مقالات تحت اسم مجهول في راينيشه تسايتونغ، فضح من خلالها ظروف العمل والمعيشة السيئة التي يعاني منها عمال المصانع. كان كارل ماركس محرر جريدة راينيشه تسايتونغ، إلا أن إنجلز لم يلتق به حتى أواخر نوفمبر 1842. اعترف إنجلز بتأثير الفلسفة الألمانية على تطوره الفكري طوال حياته المهنية. في عام 1840، كتب أيضًا: «لتحقيق أقصى ما يمكن من الحياة، يجب أن تكون نشطًا، يجب أن تعيش وتتحلى بالشجاعة لتذوق لذة إثارة الشباب».
طور إنجلز معتقدات إلحادية وتوترت علاقته بوالديه.

### مانشستر وسالفورد
في عام 1842، أرسل والديه إنجلز البالغ من العمر 22 عامًا إلى مانشستر، إنجلترا، وهو مركز كان فيه التصنيع في ازدياد. كان من المقرر أن يعمل في ويست، سالفورد، في مكاتب فكتوريا ميل التابعة لإيرمن وإنجلز، والتي تصنع خيوط الحياكة. اعتقد والد إنجلز أن العمل في شركة مانشستر قد يجعل ابنه يعيد النظر في بعض آرائه المتطرفة. في طريقه إلى مانشستر، زار إنجلز مكتب راينيشه تسايتونغ في كولونيا والتقى بكارل ماركس لأول مرة. في البداية لم يعجبا ببعضهما البعض. اعتقد ماركس خطًا أن إنجلز لا يزال مرتبطًا بالهيغليين الشباب في برلين، الذين كان ماركس قد قطع علاقته بهم منذ فترة قريبة. في مانشستر، التقى إنجلز بماري بورنس، وهي شابة أيرلندية لها آراء راديكالية عملت في مصنع إنجلز. ارتبطا بعلاقة استمرت 20 عامًا وذلك حتى وفاتها عام 1863. لم يتزوج الاثنان أبدًا، إذ كان كلاهما ضد مؤسسة الزواج. بينما اعتبر إنجلز الزواج الأحادي المستقر فضيلة، فقد اعتبر الحالة الراهنة والزواج الذي تنظمه الكنيسة شكلًا من أشكال الاضطهاد الطبقي. قادت بيرنز إنجلز عبر مانشستر وسالفورد، وأرته أسوأ المناطق في بحثه.
أثناء وجوده في مانشستر بين أكتوبر ونوفمبر 1843، كتب إنجلز أول أعماله الاقتصادية بعنوان «مخطط تفصيلي لنقد الاقتصاد السياسي». أرسل إنجلز المقال إلى باريس، حيث نشره ماركس في الحولية الألمانية الفرنسية عام 1844.
خلال مراقبته ودراسته للأحياء الفقيرة في مانشستر بالتفصيل، سجل إنجلز ملاحظات حول أهوالها، ولا سيما عمالة الأطفال والبيئة المنهارة والعمال المرهقون والفقراء. أرسل ثلاث مقالات إلى ماركس، الذي نشرها في راينيشه تسايتونغ ثم في الحولية الألمانية الفرنسية مؤرخة بأوضاع الطبقة العاملة في مانشستر. قام لاحقًا بجمع هذه المقالات لكتابه الأول، حالة الطبقة العاملة في إنجلترا (1845). كتب الكتاب بين سبتمبر 1844 ومارس 1845، ونُشر باللغة الألمانية عام 1845. وفي الكتاب، وصف إنجلز «المستقبل القاتم للرأسمالية والعصر الصناعي» مشيرًا إلى تفاصيل البؤس الذي يعيشه العمال.
نُشر الكتاب باللغة الإنجليزية عام 1887. سلطت مصادر أرشيفية معاصرة لإقامة إنجلز في مانشستر الضوء على بعض الظروف التي وصفها، بما في ذلك مخطوطة (MMM / 10/1) الموجود لدى مجموعات خاصة في جامعة مانشستر. يروي هذا الحالات التي شوهدت في مستوصف مانشستر الملكي، حيث انتشرت الحوادث الصناعية والتي يتردد صداها مع تعليقات إنجلز على الأشخاص المشوهين الذين شوهدوا يسيرون حول مانشستر نتيجة لمثل هذه الحوادث.
واصل إنجلز انخراطه في الصحافة الراديكالية والسياسة. كان يتردد على المناطق الشعبية بين أعضاء الحركة العمالية والميثاقية الإنجليزية، الذين التقى بهم.

## إنجلز وماركس

علم يحمل صورة كل من كارل ماركس ولينين وفريدريك إنجلز.

في عام 1844، التقى فريدريك إنجلز في باريس بكارل ماركس، والذي كان يراسله منذ مدة. في باريس، تأثر ماركس بفكر الاشتراكيين الفرنسيين والحياة الفرنسية، وهناك كتب إنجلز وماركس كتاب «العائلة المقدسة أو انتقاد النقاد»، قبل عام من صدور كتاب «حالة الطبقة العاملة في إنجلترا»، ليضع الأسس للاشتراكية العلمية.
ومن عام 1845 إلى عام 1847، عاش إنجلز في بروكسل وباريس، رابطا دراسته العلمية بالنشاط العملي بين العمال الألمان في هاتين المدينتين. وفي تلك الفترة أقام ماركس وإنجلز علاقات مع المنظمة الألمانية السرية المسماة «عصبة الشيوعيين» التي عهدت لهما بعرض المبادئ الأساسية للاشتراكية، التي صاغاها.
أما ثورة عام 1848، التي اندلعت أولاً في باريس، ثم امتدت إلى البلدان الأخرى في أوروبا الغربية، فقد جعلت ماركس وإنجلز يقرران العودة إلى بلادهما، حيث أصدرا «جريدة الراين الجديدة» التي كانت تصدر في مدينة كولونيا. وكانا محور جميع المساعي الثورية الديمقراطية في بروسيا، وقد دافعا بأقصى القوة والعزم عن مصالح الشعب والحرية ضد ما وصفوه بالقوى الرجعية، غير أن الغلبة كانت لهذه القوى، فأوقفت الجريدة، وطرد ماركس حيث كانت قد انتزعت جنسيته البروسية أثناء هجرته، أما إنجلز فقد اشترك في انتفاضة الشعب المسلحة في ثلاث معارك، وبعد الهزيمة هرب إلى لندن عن طريق سويسرا.
بعد حركة 1848 – 1849، لم يكن نشاط ماركس وإنجلز في المنفى في ميدان العلم فقط، فقد أسس ماركس في سنة 1864 «جمعية العمال العالمية» التي قادها لمدة عشر سنوات، وكذلك أسهم إنجلز بقسط نشيط في شؤونها، أما «الجمعية العالمية» التي كانت حسب فكرة ماركس توحد البروليتاريين من جميع البلدان فقد كان نشاطها ذا أهمية كبرى في تطور الحركة العمالية. وبعد وفاة ماركس، أصبح إنجلز المستشار والمرشد للاشتراكيين الأوروبيين. توفي فريدريك إنجلز في 5 أغسطس 1895 في لندن.

## أعماله
له المؤلفات التالية:
- شيلنغ والرؤيا (1842).
- مساهمة في نقد الاقتصاد السياسي (1844).
- ظروف الطبقة العاملة في إنجلترا (1845).
- العائلة المقدسة (بالاشتراك مع كارل ماركس 1844-1846).
- الأيديولوجية الألمانية (بالاشتراك مع كارل ماركس 1844-1846).
- مبادئ الشيوعية (1847).
- بيان الحزب الشيوعي (بالاشتراك مع كارل ماركس 1848).
- الحرب الفلاحية في ألمانيا.
- الثورة والثورة المضادة في ألمانيا.
- لودفيج فيورباخ ونهاية الفلسفة الألمانية الكلاسيكية
- الرد على دهرينج.
- أصل العائلة والملكية الخاصة والدولة

## روابط خارجية
- فريدريك إنجلز على موقع IMDb (الإنجليزية)
- فريدريك إنجلز على موقع الموسوعة البريطانية (الإنجليزية)
- فريدريك إنجلز على موقع ميوزك برينز (الإنجليزية)
- فريدريك إنجلز على موقع إن إن دي بي (الإنجليزية)
- فريدريك إنجلز على موقع ديسكوغز (الإنجليزية)
- فريدريك إنجلز على موقع قاعدة بيانات الفيلم (الإنجليزية)